# Venance Zézé
Venance Zézé (Abidjan, 17 giugno 1981) è un ex calciatore ivoriano, di ruolo centrocampista.

## Palmarès

### Club

#### Competizioni nazionali
- Campionato ivoriano: 2

ASEC Mimosas: 2000, 2001